# Marie-Françoise Lubeth
Marie-Françoise Lubeth (née le 20 novembre 1962 à Lille et morte le 10 janvier 2009 dans la même ville) est une athlète française spécialiste du sprint.
Entraînée par José Gaumont, Marie-Françoise était licenciée au Lille Université Club et a participé aux Jeux olympiques d'été de 1984 à Los Angeles. Elle compte deux sélections en équipe de France d'athlétisme
.
À l'issue de sa carrière de sportive, elle exerce au Centre Hospitalier Dron de Tourcoing en qualité de chef du service gynécologie. Secrétaire de la Communauté des Églises d'expressions africaines de France, en 2008, elle publie Sprinteuse de Dieu.